# Viêm ruột hoại tử
Viêm ruột hoại tử (NEC: Necrotizing EnteroColitis) là một cấp cứu nội khoa và ngoại khoa đường tiêu hóa thường gặp nhất ở trẻ sơ sinh đẻ non. Với tỉ lệ tử vong có thể lên đến 50% ở những trẻ có cân nặng thấp hơn 1500 gram, viêm ruột hoại tử là một bệnh có ý nghĩa cực kỳ quan trọng trong sơ sinh học. Rất thường gặp ở trẻ sơ sinh đẻ non nhưng viêm ruột hoại tử không phải không gặp ở trẻ sơ sinh đủ tháng. Mặc dù có những nghiên cứu sâu rộng trong hơn ba thập niên qua, nguyên nhân của viêm ruột hoại tử ở trẻ sơ sinh đến nay vẫn chưa được biết chính xác.

## Nguyên nhân có thể
Nhiều yếu tố như thiếu máu cục bộ đường tiêu hóa và/hoặc tổn thương tái tưới máu (reperfusion lesion), yếu tố nhiễm trùng. 

Có bằng chứng về sự phát tán vi khuẩn vào máu (translocation of intestinal flora) gây nên triệu chứng toàn thể.

Biểu hiện ban đầu không đặc hiệu. Biểu hiện về sau nằm trong bối cảnh bệnh nặng giống nhiễm trùng và hội chứng đáp ứng viêm hệ thống (SIRS: Systemic Inflammatory Response Syndrome).

## Lâm sàng
Gặp ở trẻ sơ sinh đẻ non và nhất là cực non.

Trẻ đủ tháng có thể bị viêm ruột hoại tử trong các trường hợp như: ngạt chu sinh, suy hô hấp, bệnh tim bẩm sinh, bất thường chuyển hóa, hoặc có quá trình phát triển bào thai bất thường.

Ở sinh đẻ non, tần suất mắc bệnh tùy thuộc tuổi thai. Trẻ càng sinh non và càng nhẹ cân thì nguy cơ xuất hiện bệnh viêm ruột hoại tử càng cao. 

Thông thường bệnh xuất hiện khi trẻ đang được cho ăn qua đường miệng với tiến triển tốt. Biểu hiện ban đầu hay gặp nhất là sự kém dung nạp thức ăn, trẻ "khác thường". Tuy nhiên đôi khi bệnh cũng khởi phát rầm rộ, đột ngột bằng dấu hiệu suy sụp tuần hoàn. 

Lâm sàng gồm triệu chứng tiêu hóa và toàn thân nặng:

Triệu chứng tiêu hóa:
1. Nôn nhiều
2. Đi ngoài phân đen
3, Có thể có vàng da
4.Bụng chứng

Triệu chứng toàn thân:
1.Miệt mỏi
2. Trẻ bỏ bú
3.Suy kiệt
4. Trong trường hợp bệnh nặng có thể có xuất huyết dưới da

## Xét nghiệm
- Bạch cầu máu ngoại biên tăng trên 20 ngàn/mm³ hoặc thấp hơn 5000/mm³, số lượng bạch cầu đa nhân trung tính <1500/mm³.
- Thiếu máu: cần xét nghiệm lặp lại nhiều lần để so sánh và theo dõi mức độ mất máu. Nguyên nhân thiếu máu có thể do mất qua phân (đi cầu phân máu) hoặc do đông máu tiêu thụ.
- Tiểu cầu giảm thường giảm < 100 000/mm³. Số lượng tiểu cầu giảm trầm trọng trong trường hợp có biểu hiện đông máu tiêu thụ.
- Tỷ prothrombin (TP) giảm, thời gian aPTT kéo dài, giảm fibrinogen và tăng sản phẩm giáng hóa của fibrin.
- Luôn luôn cấy máu trước khi dùng kháng sinh.
- Điện giải, acid base: biểu hiện tăng natri máu là dấu hiệu nguy hiểm vì đó có thể là hậu quả của hội chứng tăng tính thấm mao mạch (capillary leak syndrome). Ngược lại, hạ Natri máu dưới 130 mEq/L cũng là dấu hiệu nặng. Trong trường hợp bệnh nặng, trẻ thường có nhiễm toan chuyển hóa với HCO3- < 20 mEq/L.
- Nhiễm toan chuyển hóa cấp với PCO2 bình thường (không giảm rõ) là dấu hiệu xấu do trẻ không còn khả năng bù trừ hô hấp.

## Chẩn đoán hình ảnh
Chẩn đoán vẫn chủ yếu là chụp X quang bụng: tư thế chụp trước sau và chụp nghiêng trái (bên trái phía dưới). Có thể chụp theo dõi mỗi 6 giờ nếu nghi ngờ.
- Biểu hiện thường gặp là sự phân bố khí bất thường, các quai ruột giãn, thành ruột dày. Một quai ruột cố định và giãn trên nhiều phim khác nhau là dấu hiệu đáng nghi ngại.
- Đôi khi quai ruột không có hoặc có rất ít hơi đáng ngại hơn là quai ruột giãn nhưng thay đổi trên các phim khác nhau.
- Bóng hơi trong thành ruột (Pneumatosis Intertinalis) là dấu chỉ điểm của NEC. Hơi này là do từ lòng ruột đi vào. Phân tích khí cho thấy chúng chứa chủ yếu là Hydrro, khả năng là do vi khuẩn ruột lên men các chất không tiêu trong lòng ống tiêu hóa. Đường (thường là lactose) bị lên men bởi hệ khuẩn ruột tạo nên Hydrro. Khí CO2 và các acid hữu cơ chuỗi ngắn có thể tăng thêm quá trình viêm.
- Khí tự do trong ổ bụng trên phim X quang đồng nghĩa với thủng ruột. Đây là một chỉ định phẫu thuật tuyệt đối.
- Khí trong tĩnh mạch cửa thường dễ thấy trên siêu âm. Trước đây người ta cho rằng đây là dấu hiệu nặng. Tuy nhiên những nghiên cứu gần đây đã không ủng hộ ý kiến này.
- Siêu âm thường phát hiện được báng tự do trong ổ bụng. Như vậy ngoài chụp X quang thì siêu âm hiện nay cũng đóng vai trò quan trọng trong chẩn đoán. Đặc biệt nếu người khám có kinh nghiệm thì siêu âm giúp ích chẩn đoán rất nhiều.

## Xử trí theo phân độ Bell

### Bell giai đoạn I
Giai đoạn IA
- Các dấu hiệu toàn thân không đặc hiệu như ngưng thở, chậm nhịp tim và thân nhiệt không ổn định.
- Dấu hiệu tiêu hóa nhẹ như lượng tồn lưu dạ dày tăng lên và chướng bụng nhẹ
- X quang có thể bình thường hoặc có giãn không đặc hiệu
- Điều trị bằng cách ngừng hoàn toàn cho ăn qua đường miệng (NPO: Non Per Os) cộng với kháng sinh toàn thân trong 3 ngày.

Giai đoạn IB
- Chẩn đoán giống IA + phân có máu đại thể
- Điều trị với NPO cộng với kháng sinh toàn thân trong 3 ngày

### Bell giai đoạn II
Đây là giai đoạn bệnh đã biểu hiện rõ ràng trên lâm sàng, xét nghiệm cũng như chẩn đoán hình ảnh

Giai đoạn IIA
- Tình trạng chung xấu đi nhưng mức độ nhẹ.
- Chẩn đoán: mức độ IA + dấu hiệu toàn thân nhẹ
- Dấu hiệu tiêu hóa gồm biểu hiện giai đoạn I + không có âm ruột và bụng đau.
- X quang: liệt ruột và /hoặc bóng hơi thành ruột (pneumatosis intertinalis). Đôi khi chẩn đoán là NEC nội khoa.
- Điều trị với NPO (Non Per Os) cộng với kháng sinh 7 - 10 ngày.

### Bell giai đoạn III
Biểu hiện NEC tiến triển với các dấu hiệu toàn thân nặng có khả năng diễn tiến đến khả năng can thiệp phẫu thuật.
Giai đoạn IIIA
- Bệnh nhi có NEC nặng nhưng ruột chưa thủng
- Chẩn đoán gồm tất cả các tiêu chí trên công với hạ huyết áp, chậm nhịp tim, suy hô hấp, toan chuyển hóa, rối loạn đông máu và/hoặc giảm bạch cầu trung tính.
- Khám bụng: chướng rõ + viêm phúc mạc lan tỏa.
- X quang chứng tỏ có báng.
- Điều trị với NPO14 ngày, hồi sức dịch điện giải, thuốc vận mạch, thông khí nhân tạo và chọc tháo báng.

Giai đoạn IIIB
- Bệnh cực kỳ nặng kèm thủng ruột trên X quang.
- Khí tự do trong ổ bụng là chỉ định ngoại khoa. Điều trị phẫu thuật bao gồm cắt bỏ đoạn bị ảnh hưởng, đôi khi có thể rất dài. Đầu tiên nên làm hậu môn nhân tạo đoạn hồi tràng bị thủng sau đó mới nối lại. Đôi khi ruột bị hẹp bất kể có phẫu thuật hay không, khi đó phải đòi hỏi phẫu thuật.
- Nếu bệnh nhân cực nhỏ và nặng có thể không chịu dựng được phẫu thuật mở bụng: Nếu có khí tự do trong ổ bụng trong trường này thì có thể đưa ống dẫn lưu sau khi gây tê cục bộ.

Nên đặt tĩnh mạch trung tâm để nuôi dưỡng tối ưu hơn.
Cho ăn trở lại sau 14 ngày kể từ khi xquang biònh thường ở trẻ không phẫu thuật. ở trẻ phải phẫu thuật thì thời gian này còn dài hơn.

## Các biến chứng muộn của NEC
- Hẹp ruột.
- Nhiễm trùng đường mật ngược dòng.
- Sỏi mật.
- Hội chứng ruột ngắn.